# Hepiend
A hepiend egy valamely cselekménnyel rendelkező mű (film, színdarab, regény stb.) olyan végkifejletét jelenti, amelyben a jó elnyeri jutalmát, a rossz megbűnhődik, esetleg meg is hal.
A jó oldalán harcolók között a főhős kivételével elképzelhető áldozat vagy akár haláleset is, ez azonban összességében az események vezetésének optimista, pozitív lezárását nem változtatja meg.
Kivételesen előfordulhat olyan végkifejlet, amiben a főhős is fel kell áldozza magát egy nagyobb cél érdekében. Természetesen az ilyen végkifejlet besorolása nem feltétlenül egyértelmű (pl. a Képlet című film).

## Név eredete
A hepiend az angol happy end kifejezés alapján terjedt el, amelyet azonban az angolok nem így használnak. Ennek ellenére a hibás angolsággal használt kifejezés annyira rögzült, hogy nincs is elterjedt magyar megfelelője.

## Előfordulása
A hepiend felsorolhatatlan mennyiségben van jelen a régmúlt időkben született művekben, a népköltészetben, a mesékben és a legújabb hollywoodi produkciókban egyaránt.
A teljesség igénye nélkül néhány példa:
1. Homérosz: Odüsszeia - Odüsszeusz végül hazatér és a kérőkkel leszámol.
2. Piroska és a farkas - számos átdolgozásban közös jellemző, hogy a vadász végül elbánik a farkassal és Piroska és a nagymama megmenekülnek.
3. A magyar népmesék általában - visszatérő motívum, hogy a legkisebb fiú győzedelmeskedik és elnyeri a királylány kezét és a király fele királyságát.
4. Fazekas Mihály: Lúdas Matyi - Lúdas Matyi háromszor áll bosszút Döbrögin ígéretének megfelelően.
5. A kis hableány Walt Disney-feldolgozásában - érdekessége, hogy az eredeti Andersen-végkifejletet Disney átalakította, több más feldolgozással együtt.[1]
6. A hollywoodi filmgyártás általánosságban - ezen alkotások célja a nézőközönség igényeinek minél pontosabb kielégítése, innen eredhet a hepiend túlsúlya a cselekmény kialakításánál.[2]